# Упа
Упа́ — река в Тульской области России, правый приток Оки.

## История
Уже в начале железного века район верхнего течения реки Ока и её притоков — Зуши и Упы — был населён восточно-балтскими носителями верхнеокской культуры (одно из исследованных городищ — Радовище — датируется VI веком до н. э.), в IV—VII веках н. э. ассимилированными западно-балтскими носителями мощинской культуры (голядь), которые, в свою очередь, были ассимилированы славянским племенем вятичей лишь к концу XII века. У деревни Супруты Щёкинского района Тульской области на правом берегу реки Упы находится городище Супруты, являвшееся в конце IX — начале X века высокомилитаризованным славянским торговым центром. В IX — начале X века бассейн Упы осваивали радимичи.
Название Упа произошло от балтского слова upe («река»): ср. латыш. Upe, лит. Upė.

## Физико-географическая характеристика

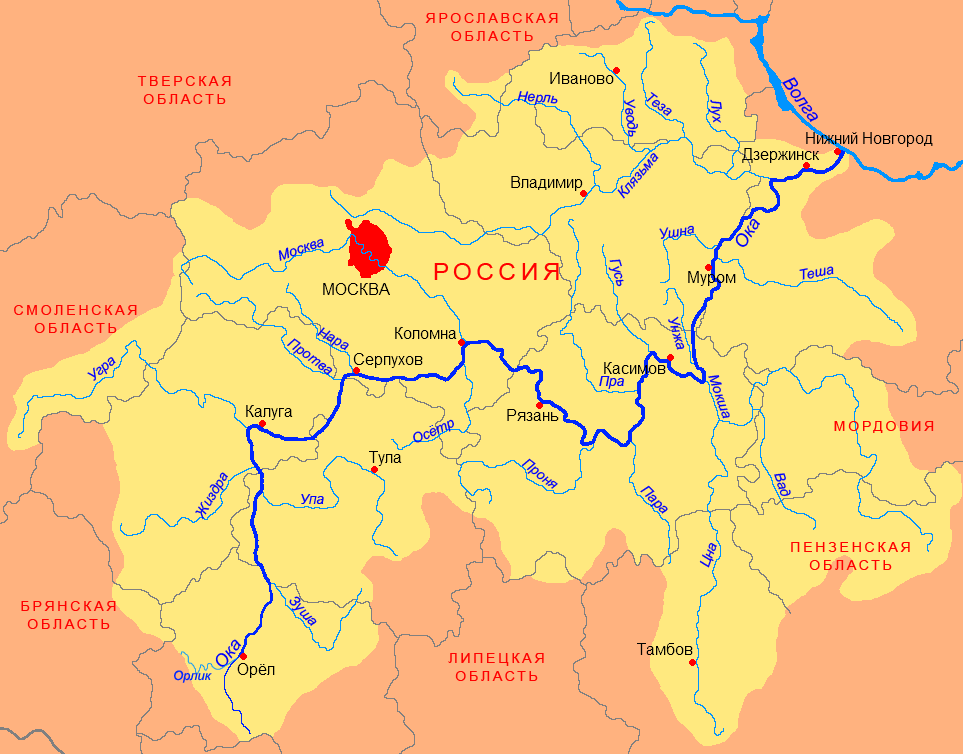
Бассейн Оки

Длина реки составляет 345 км, площадь бассейна — 9510 км², а ширина колеблется в пределах 30—40 метров.
Берёт начало на Воловском плато в трёх километрах севернее посёлка Волово, течёт в пределах Среднерусской возвышенности, образуя большие петли. Высота истока — выше 220 м над уровнем моря. До Тулы преимущественное направление — на север, затем река поворачивает на запад. Впадает в Оку около села Кулешово. Высота устья — 123,6 м над уровнем моря.
Питание преимущественно снеговое. Половодье с конца марта до начала мая. Во время половодья часто происходит подтопление набережной и автодороги в Зареченском районе Тулы, а также нескольких посёлков выше по течению. Среднегодовой расход воды — (в 89 км от устья) — 40,2 м³/с. Река замерзает в конце ноября — декабре, вскрывается в конце марта — начале апреля.
На Упе расположены города Советск и Тула, посёлок городского типа Одоев. Около 75 % площади бассейна занято сельскохозяйственными угодьями.
Речные воды используются для водоснабжения. У Советска сооружено водохранилище (площадь 5,7 км²).
Река имеет небольшой судоходный участок в районе Тулы, который берёт своё начало на пристани в районе Демидовского водопада под Пролетарским мостом, а заканчивается у завода Тулачермет. На реке действует речной трамвай, который ходит по данному маршруту с 2015 года. В 2023 году планируется расчистить участок Упы в черте города Тулы протяженностью 3,5 километра — от Пролетарского путепровода до железнодорожного мостового перехода Московской железной дороги.

## Ихтиофауна
В Упе обитают следующие виды рыб: щука, голавль, жерех, пескарь, окунь, ёрш, плотва, сом, налим, судак, лещ, карп, уклейка, линь. Были зафиксированы единичные случаи поимки стерляди. В верхнем течении реки обитают раки.

## Загрязнение
Река Упа по своему гидрологическому строению и другим характеристикам является типичным представителем малых рек Среднерусской возвышенности и испытывает практически на всем своем протяжении, как и все другие реки Европейской части России, техногенное влияние предприятий промышленно развитого региона. По химическому составу вода в реке Упа относится к гидрокарбонатному классу и кальциевой группе. В бассейне действует много промышленных объектов, отводящих сточные воды в русловую сеть, поэтому в верхнем течении вода Упы сильно загрязнена, ниже по течению — загрязнена в меньшей степени.
Ухудшение экологического состояния реки выражается в заиливании русла реки и интенсивном загрязнении донных осадков токсичными тяжёлыми металлами, связанными с выбросами отходов производства машиностроительных и металлургических предприятий. В Туле на берегах Упы находятся такие крупные предприятия, как Тульский машиностроительный завод, Тульский оружейный завод и Тулачермет. В отложениях ила у берегов города наблюдаются тяжелые металлы, марганец, хром, никель, цинк и свинец, предельно допустимая концентрация которых в реке превышена в несколько раз. По результатам данных в период с 2015 по 2018 год качество воды на разных участках реки Упы значительно ухудшилось, перейдя в фоновом створе из класса-разряда 3Б «Очень загрязненная» в разряд 4А «Грязная».

## Притоки
(указано расстояние от устья)
- 7,9 км: без названия, у с. Оматы
- 21 км: Мизгея (лв)
- 23 км: Ватца (Сырая Ватца) (пр)
- 51 км: Саженка (лв)
- 85 км: руч. Мощеный
- 90 км: Плава (лв)
- 98 км: Солова (лв)
- 114 км: Глутня (лв)
- 115 км: Колодня (пр)
- 130 км: Дубна (Дубенка) (?)
- 135 км: Волхонка (Волкона) (пр)
- 145 км: Рысня (пр)
- 166 км: Упка (пр)
- 176 км: Песочня (лв)
- 187 км: Непрейка
- 191 км: Волоть (пр)
- 207 км: Воронка (лв)
- 210 км: Тулица (пр)
- 212 км: Рогожня (лв)
- 213 км: Шегловский руч. (пр)
- 223 км: Бежка (пр)
- 226 км: Сежа (пр)
- 231 км: Шат (Шатское водохранилище)
- 236 км: без названия, у с. Красная Упа
- 244 км: Шиворонь (пр)
- 257 км: Скоморошка (?)
- 260 км: Деготня (лв)
- 286 км: Лебягожка (пр)
- 293 км: Упёрта (пр)